# Fidena Fossae
Le Fidena Fossae sono una struttura geologica della superficie di Dione.